# Oro (musikgrupp)
Oro, även skrivet ORO, vilket uttyddes Organic Revolution Orchestra, var en svensk rockgrupp som var verksam under 1990-talet. 
Oro, som var hemmahörande i Göteborg, leddes av Henrik Wallgren, medan de övriga medlemmarna var Bo Henriksson, Martin Wallgren, Pål Eneroth och Gregor Guron. Bandet skrev 1989 kontrakt med skivbolaget Helikopter Records och debuterade 1990 på med studioalbumet Mjölk och betong (Helikopter Records HEL 33-1, endast utgivet på vinyl), vilket beskrevs som nyprogg. Därefter följde det akustiska albumet Järnstorm (HEL CD-01, 1991) och cyberpunkprojektet Ragamedon..2048 (HEL CD-07, 1992). Inför det sistnämnda albumet hade bandet ombildats så att det bestod av Henrik Wallgren på sång och eldsprutning, Peter Johansson, trombon och keyboard, Staffan Sörensson, fiol och slagverk, Hansi Baumgartner, bas, Pål Eneroth, slagverk, Salomon Helperin, trumpet, horn och keyboard, Ola Kjellman, vinylscratching, Jan D-cor  Eneroth, väggillusioner och Lars Siltberg på visuella effekter.
Bandet utgav även singeln Metropolis 1994  (Nonstop Records NSM 45-44, 1994) och samlingsalbumet Samlat guld (HEL CD 25, 1995). Dessutom medverkade bandet medverkade även på splitalbumen Helikoptermusik  (tillsammans med Stolt Näringsliv och Bussiga Klubben (Helikopter Records HEL CD-04, 1991) och 19:e Göteborg Film Festival presenterar: O.R.O., Kroumata, Birmingham Lunar Ensemble (1996).